# François Omam-Biyik
François Omam-Biyik (Sackbayene, 1966. május 21. –) kameruni-francia labdarúgócsatár.
A kameruni válogatott színeiben részt vett az 1988-as, az 1992-es és az 1996-os afrikai nemzetek kupáján, illetve az 1990-es, az 1994-es és az 1998-as labdarúgó-világbajnokságon.
Unokatestvére, Francis Eliezer Omam; bátyja, André Kana-Biyik és unokaöccsei, Jean-Armel Kana-Biyik és Enzo Kana-Biyik is labdarúgók.